# Aliens: Jungle Attack
Aliens: Jungle Attack è un mini fumetto pubblicato dalla Dark Horse Comics nel 1992. È stato incluso esclusivamente con l'action figure del Gorilla Alien prodotta dalla Kenner Products. La storia è stata scritta da Dan Jolley, illustrata e inchiostrata da Tony Harris, lettered da Dan Nakrosis e curata da Dan Thorsland. La copertina è opera di Mark A. Nelson.
Jungle Attack fa parte della serie Aliens: Space Marines, una serie di mini-fumetti inclusi esclusivamente con alcuni giocattoli delle serie Aliens e Aliens vs. Predator della Kenner. Si tratta del quarto fumetto della serie, continua la storia iniziata in Aliens: Hive War e la sua storia prosegue nel fumetto successivo, Aliens: Meltdown.

## Trama
Gli Space Marines giungono sul pianeta Zeevan e si scontrano quasi subito con dei Gorilla Aliens nati dalle creature scimmiesche indigene che popolano il pianeta. L'astronave dei Marines viene distrutta quando un flusso di acido sputato da uno degli alieni fa esplodere le testate a bordo. La squadra dei Marines si ritrova così in trappola sul pianeta. Mentre stanno combattendo con alcuni alieni, Ripley viene catturata dagli alieni e portata sul loro nido sulla cime degli alberi. I marines si preparano ad una missione di salvataggio.